# أكبر باتل
أكبر باتل (بالإنجليزية: Akbar Patel)‏ (5 يوليو 1959 - ) هو مدرب كرة قدم ولاعب كرة قدم موريشيوسي في مركز الدفاع.

## وصلات خارجية
- أكبر باتل على موقع قاعدة بيانات كرة القدم.إي يو (الإنجليزية)